# Palmhurst
Palmhurst é uma cidade localizada no estado norte-americano de Texas, no Condado de Hidalgo.

## Demografia
Segundo o censo norte-americano de 2000, a sua população era de 4872 habitantes.
Em 2006, foi estimada uma população de 5032, um aumento de 160 (3.3%).

## Geografia
De acordo com o United States Census Bureau tem uma área de
15,7 km², dos quais 15,7 km² cobertos por terra e 0,0 km² cobertos por água.

## Localidades na vizinhança
O diagrama seguinte representa as localidades num raio de 8 km ao redor de Palmhurst.